# Strebla curvata
Strebla curvata är en tvåvingeart som beskrevs av Wenzel 1976. Strebla curvata ingår i släktet Strebla och familjen lusflugor.
Artens utbredningsområde är Venezuela. Inga underarter finns listade i Catalogue of Life.